# Viktoras Pranckietis
Viktoras Pranckietis, né le 26 juillet 1958 à Ruteliai, est un agronome et homme politique lituanien. 
De 2016 à 2020, il est président du Seimas, le Parlement lituanien.